# Pachliopta liris
Pachliopta liris är en fjärilsart som först beskrevs av Jean Baptiste Godart 1819.  Pachliopta liris ingår i släktet Pachliopta och familjen riddarfjärilar. Inga underarter finns listade i Catalogue of Life.

## Bildgalleri

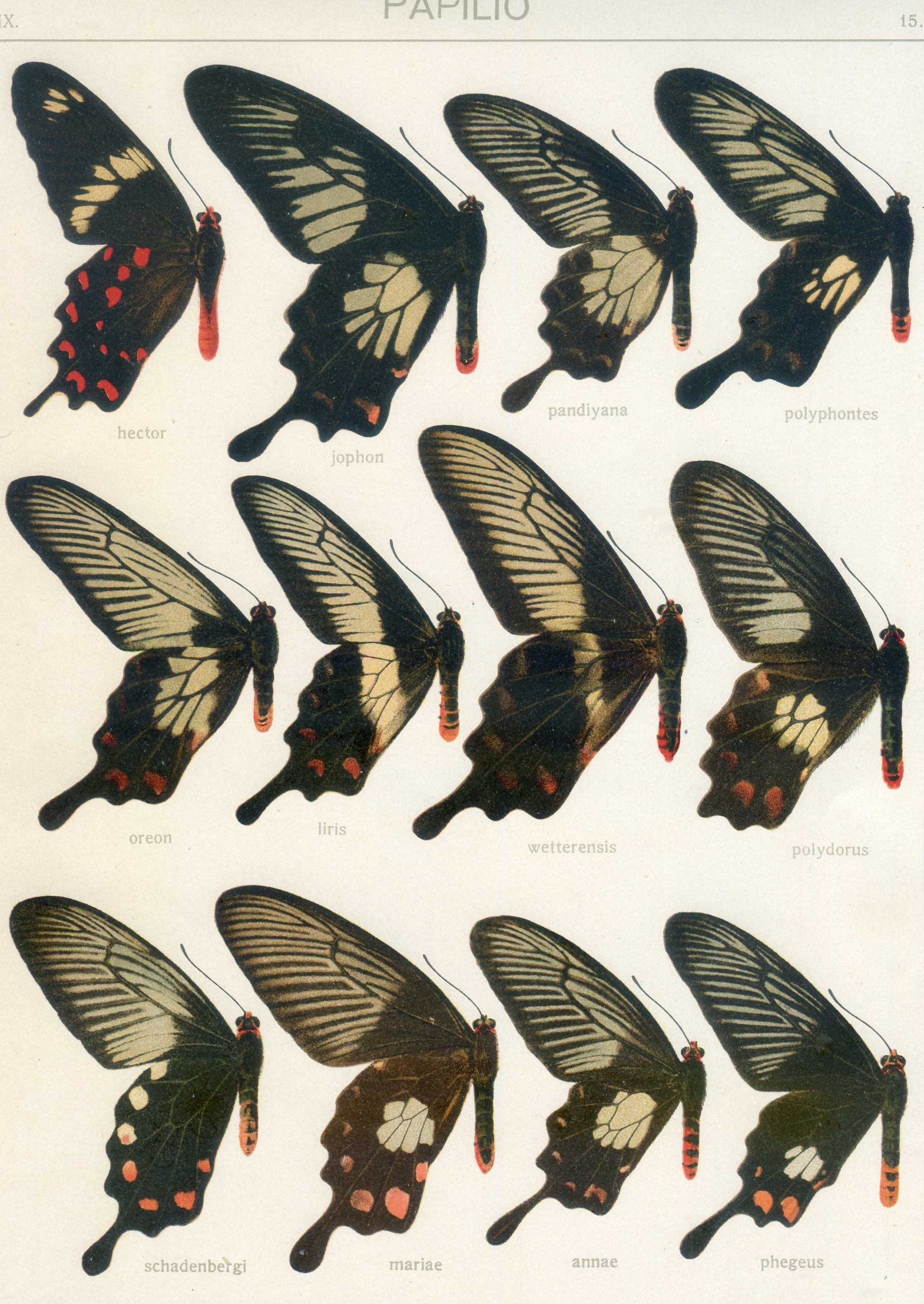